# Königliche Technische Hochschule
Die Königliche Technische Hochschule (schwedisch Kungliga Tekniska högskolan, kurz KTH, englische Bezeichnung KTH Royal Institute of Technology) ist eine Universität in Stockholm und Schwedens größte technische Universität. Ein Drittel aller schwedischen Ingenieure werden an der KTH ausgebildet. Neben dem Hauptcampus am nördlichen Rand des Stadtzentrums gibt es weitere Campus in Kista, Haninge und Södertälje.

## Geschichte
Vorgänger der KTH war das Laboratorium mechanicum, das am 26. Oktober 1696 von Christopher Polhem gegründet worden war. Da die Ausbildungsleistungen nicht zufriedenstellend waren, wurde 1798 eine „mechanische Schule“ mit drei Lehrern gegründet, die unter anderem in Statik, Mechanik und Hydraulik ausbilden sollte. Im Hinblick auf die rasche Industrialisierung in Deutschland und Österreich war auch diese Lösung nicht von Dauer, so dass König Karl XIV. Johan am 18. Mai 1825 die Gründung eines „Technologischen Instituts“ beschloss. Am 8. Juni 1826 legte der König in der Satzung fest, dass das Institut „Können und Wissen vermitteln soll, die zum erfolgreichen Betrieb von Handwerk und Fabriken notwendig sind“. Im Jahr 1827 nahm die KTH als Teknologiska Institutet den Betrieb auf – und hatte einen sehr starken Anwendungsbezug. Damit sollte der Bedarf an Ingenieuren, der durch die Industrialisierung entstand, gedeckt werden. Der Fokus lag deshalb weniger auf den wissenschaftlichen Grundlagen als auf der angewandten Technologie. Doch schon von Beginn an war dieser Fokus nicht unumstritten. 1877 erfolgte die Umbenennung in Kungliga Tekniska Högskolan und die Ausbildung wurde wissenschaftlicher. Im Jahr 1927 erfolgte dann die Anerkennung als Universität, verbunden mit der Verleihung des Promotionsrechts.

## PDC
Auf dem Campus der Hochschule wird das leistungsfähigste wissenschaftliche Rechenzentrum Schwedens betrieben, das PDC (parallelldatorcentrum). Seine Dienste werden sowohl von Forschungsgruppen an der Hochschule als auch von Externen in Anspruch genommen.

## Trivia
Im Februar 2002 erhielt Bill Gates die Ehrendoktorwürde der Universität.
Am 4. September 2013 besuchte der damalige US-Präsident Barack Obama die Universität, um sich unter anderem über die Forschung an Brennstoffzellen zu informieren.

## Abbildungen

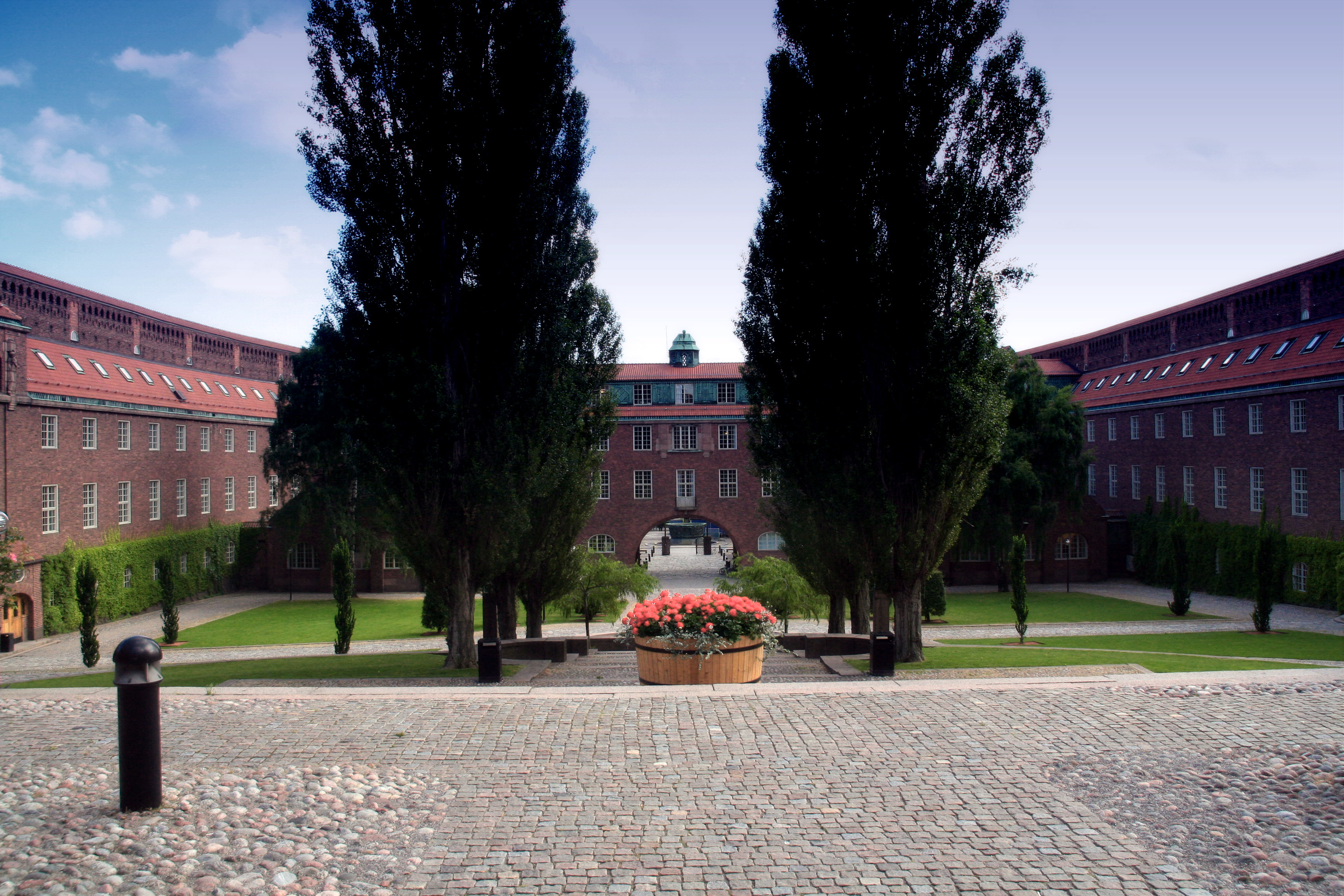
Borggården (Innenhof)
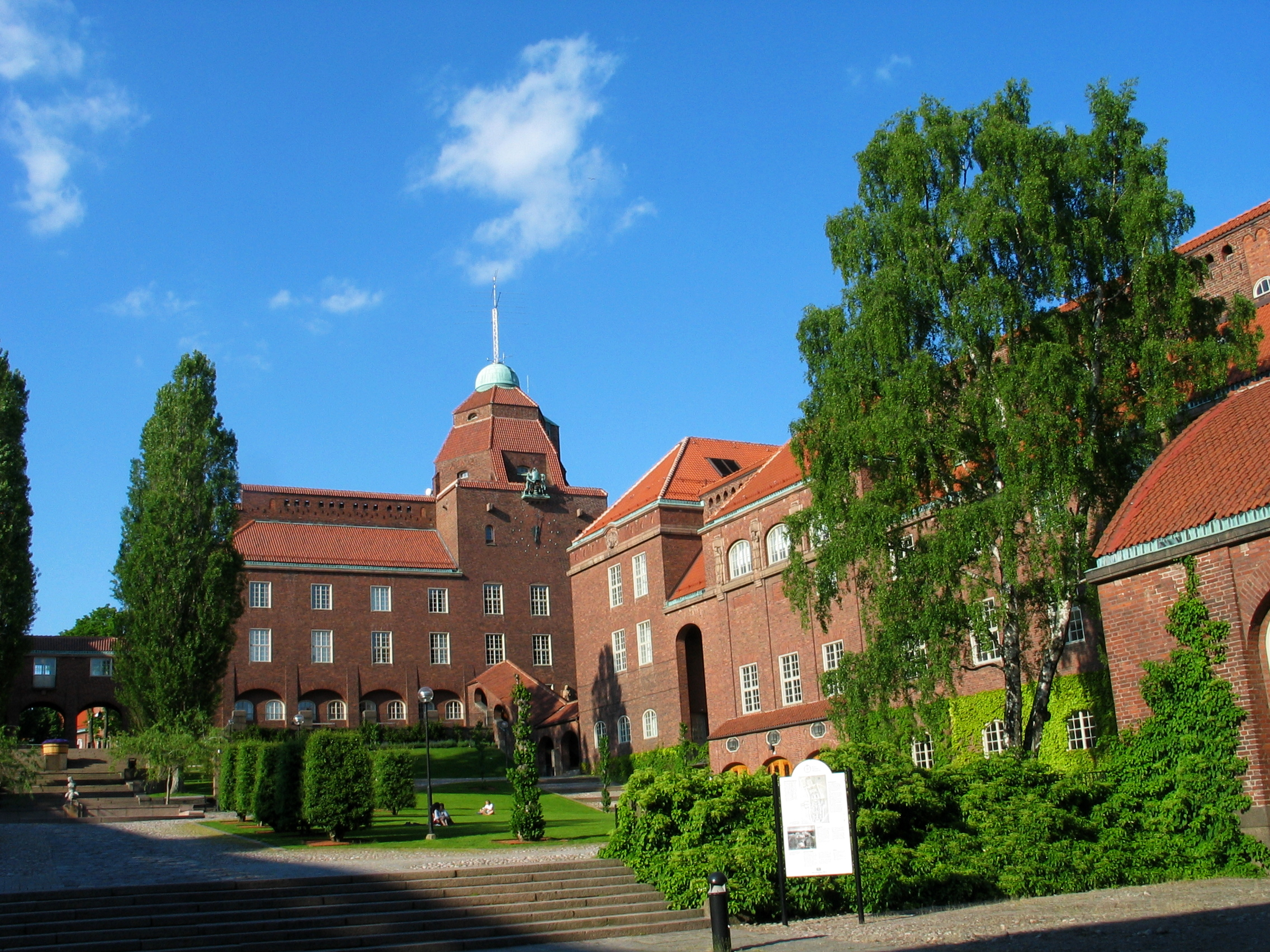
KTH-Hauptgebäude mit Innenhof
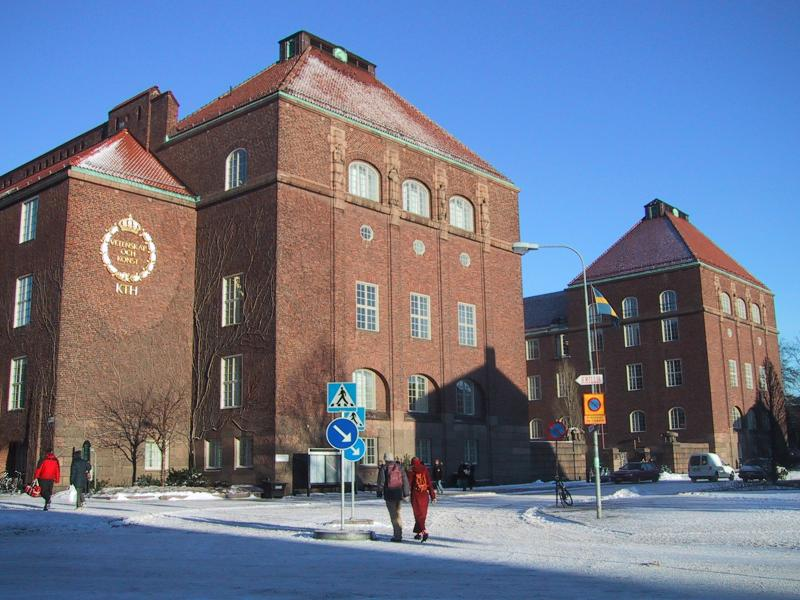
Hauptgebäude, vom Drottning Kristinas väg aus gesehen